# کاتالوگ هوبوکن

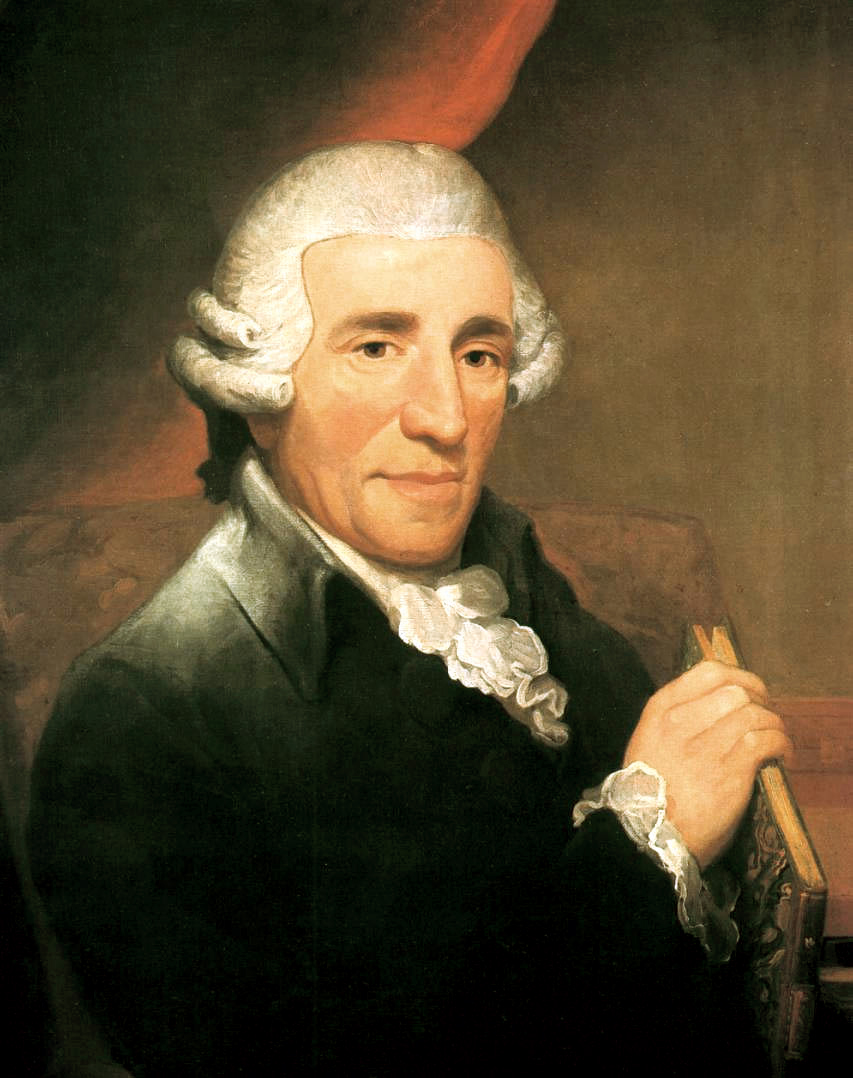
تک‌چهره‌ای از یوزف هایدن (حدود ۱۷۹۱)

کاتالوگ هوبوکن کاتالوگی (فهرستی) از ساخته‌های موسیقایی یوزف هایدن است که توسط آنتونی فان هوبوکن گردآوری شده است.
احتمال می‌رود که این کاتالوگ کل آثار آهنگساز را پوشش دهد و شامل بیش از ۷۵۰ قطعه موسیقی است. عنوان کامل آن به زبان آلمانی Joseph Haydn, Thematisch-bibliographisches Werkverzeichnis (یوزف هایدن، فهرست موضوعی-کتابشناختی آثار) است.

تهیهٔ کاتالوگ هایدن، که اکنون نام «هوبوکن» را بر خود دارد، در سال ۱۹۳۴ در قالب کارت (پوستر) آغاز شد. این کار تا انتشار سومین و آخرین جلد کتاب در سال ۱۹۷۸ ادامه یافت.
آثار هایدن اغلب با استفاده از شمارهٔ کاتالوگ هوبوکن خود، معمولاً در قالب "کنسرتو ویولن شماره ۱ در دو ماژور، هوب. ۱" نشان داده می‌شود.